# Scheer
Scheer (pronunciación en alemán: /ʃeːɐ̯/ⓘ) es una ciudad alemana perteneciente al distrito de Sigmaringa, en el estado federado de Baden-Wurtemberg. Está ubicada en las orillas del Danubio en el parque natural del Danubio Superior.

## Historia
Las primeras huellas de un asentamiento se remontan al período alrededor del año 800 a. C. El nombre de la ciudad viene de la palabra celta scera que significa roca.